# Scoparia nigritalis
Scoparia nigritalis là một loài bướm đêm trong họ Crambidae.